# حرب الاستعادة الدومينيكية
كانت حرب الاستعادة الدومينيكية حرب عصابات بين عامي 1863 و1865 في جمهورية الدومينيكان بين القوميين وإسبانيا، التي أعادت استعمار البلاد بعد 17 عامًا من استقلالها. أدت الحرب إلى استعادة السيادة الدومينيكية، وانسحاب القوات الإسبانية، وفصل القيادة العامة لسانتو دومينغو عن إسبانيا، وتأسيس جمهورية ثانية في جمهورية الدومينيكان.

## خلفية
انتزع الجنرال بيدرو سانتانا الرئاسة من بوينافينتورا بايز، الذي أفلس خزينة الدولة في مقابل الحصول على ثروة كبيرة لنفسه. في مواجهة أزمة اقتصادية، بالإضافة إلى احتمال شن هجمات جديدة من هايتي، طلب سانتانا من إسبانيا استعادة السيطرة على البلاد، بعد 17 عامًا من الاستقلال. كانت إسبانيا حذرة في البداية، ولكن مع انشغال الولايات المتحدة بحربها الأهلية وعدم قدرتها على فرض مبدأ مونرو، شعرت أن لديها فرصة لإعادة فرض سيطرتها في أمريكا اللاتينية. في 18 مارس 1861، أُعلِنَ الضم، وأصبح سانتانا الحاكم العام للإقليم حديث التأسيس.
على الرغم من ذلك، لم يلقَ هذا الفعل استقبالًا جيدًا من الجميع. في 2 مايو، قاد الجنرال خوسيه كونتريراس انتفاضة فاشلة، وقاد فرانسيسكو ديل روزاريو سانشيز غزوًا من هايتي (الذين كانوا محايدين رسميًا، ولكنهم كانوا قلقين أيضًا من استعراض إسبانيا لعضلاتها في المنطقة)، ولكن قُبِضَ عليه وأُعدِمَ في 4 يوليو عام 1861. لم يكن سانتانا نفسه مرتاحًا في ظل النظام الجديد. اكتشف أنه غير قادر على التمتع بنفس القدر من السلطة، التي كان ليتمتع بها كرئيس لأمة مستقلة، في ظل الحكم الإسباني، وانتهى الأمر باستقالته من منصبه في يناير 1862.                                                                                                                                    
بدأ المسؤولون الإسبان في نقل ملكية عامة السكان من خلال وضع سياسة عرفت باسم باجاهيز، التي تطلبت من المواطنين تسليم أي دواب عمل إلى الجيش الإسباني عند الطلب دون أي ضمان للتعويض. مثل هذا مشكلة بالأخص في منطقة سيباو في الشمال، حيث اعتمد المزارعون على حيواناتهم لكسب رزقهم. كان هناك عامل ثانٍ، وكان ثقافيًا: لقد رُوِّع رئيس الأساقفة الجديد القادم من إسبانيا عندما وجد أن عددًا كبيرًا من الأزواج الدومينيكيين لم يتزوجوا في الكنيسة الكاثوليكية. كان السبب الذي أسفر عن هذا الوضع هو قلة عدد الكهنة في البلاد، وكذلك الفقر ونقص الطرق ووسائل النقل للوصول إلى كنيسة للزواج. مع أفضل النوايا، أراد رئيس الأساقفة بيانفنيدو دي مونزون تصحيح هذا الوضع في غضون فترة زمنية قصيرة، لكن مطالبه أثارت غضب السكان المحليين الذين تقبلوا الوضع الحالي للولادات غير الشرعية على أنه طبيعي.
من الناحية الاقتصادية، فرضت الحكومة الجديدة أيضًا تعريفات أعلى على السلع والسفن غير الإسبانية، وحاولت تأسيس احتكار للتبغ، ما أدى إلى نقل ملكية فئات التجار أيضًا. في أواخر عام 1862، بدأ المسؤولون الإسبان في الشعور بالخوف من احتمال نشوب تمرد في منطقة سيباو (لم تكن المشاعر المعادية للإسبانية بنفس القوة في الجنوب). أخيرًا، على الرغم من التصريحات الصريحة التي ناقضت ذلك، انتشرت شائعات بأن إسبانيا ستعيد العبودية وستنقل الدومينيكان السود إلى كوبا وبورتوريكو.
في تلك الأثناء، أصدرت إسبانيا أمرًا ملكيًا في يناير 1862 معلنة عزمها على استعادة الأراضي التي استولى عليها توسان لوفرتور لهايتي في عام 1794. في محاولة لتهدئة الاضطرابات في دومينيكا، طردت القوات الإسبانية أناس الهايتي الذين كانوا يعيشون في هذه المناطق على طول الحدود الهايتية الدومينيكية. تخلى رئيس هايتي فابر جيفارد عن موقفه الحيادي وشرع في مساعدة المتمردين الدومينيكان.